# 短刀側殖文昌魚
短刀側殖文昌魚（学名：Epigonichthys cultellus），又名文昌魚，为文昌魚科側殖文昌魚屬下的一个种。